# Mappa mundi d’Albi

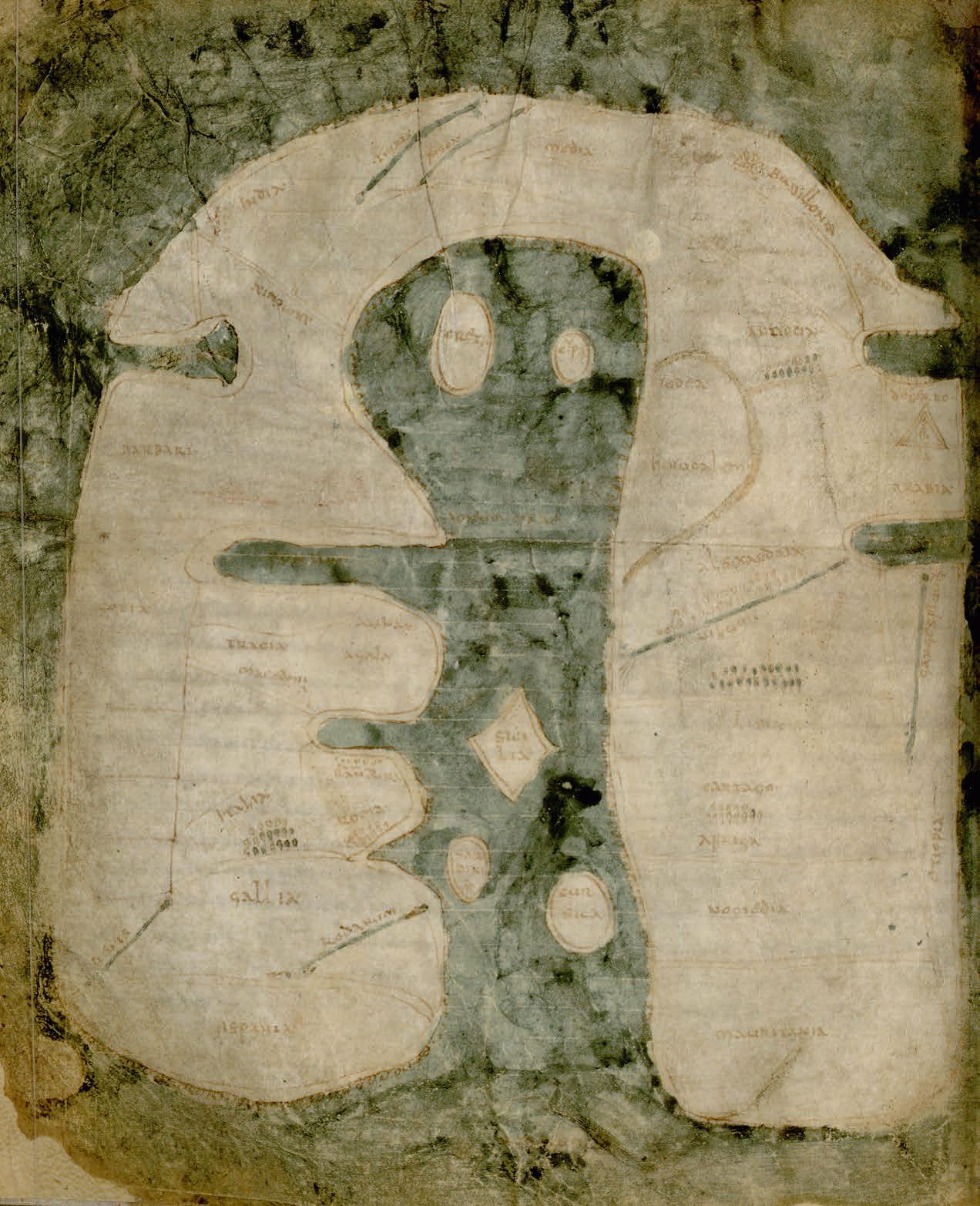
Mappa mundi d’Albi

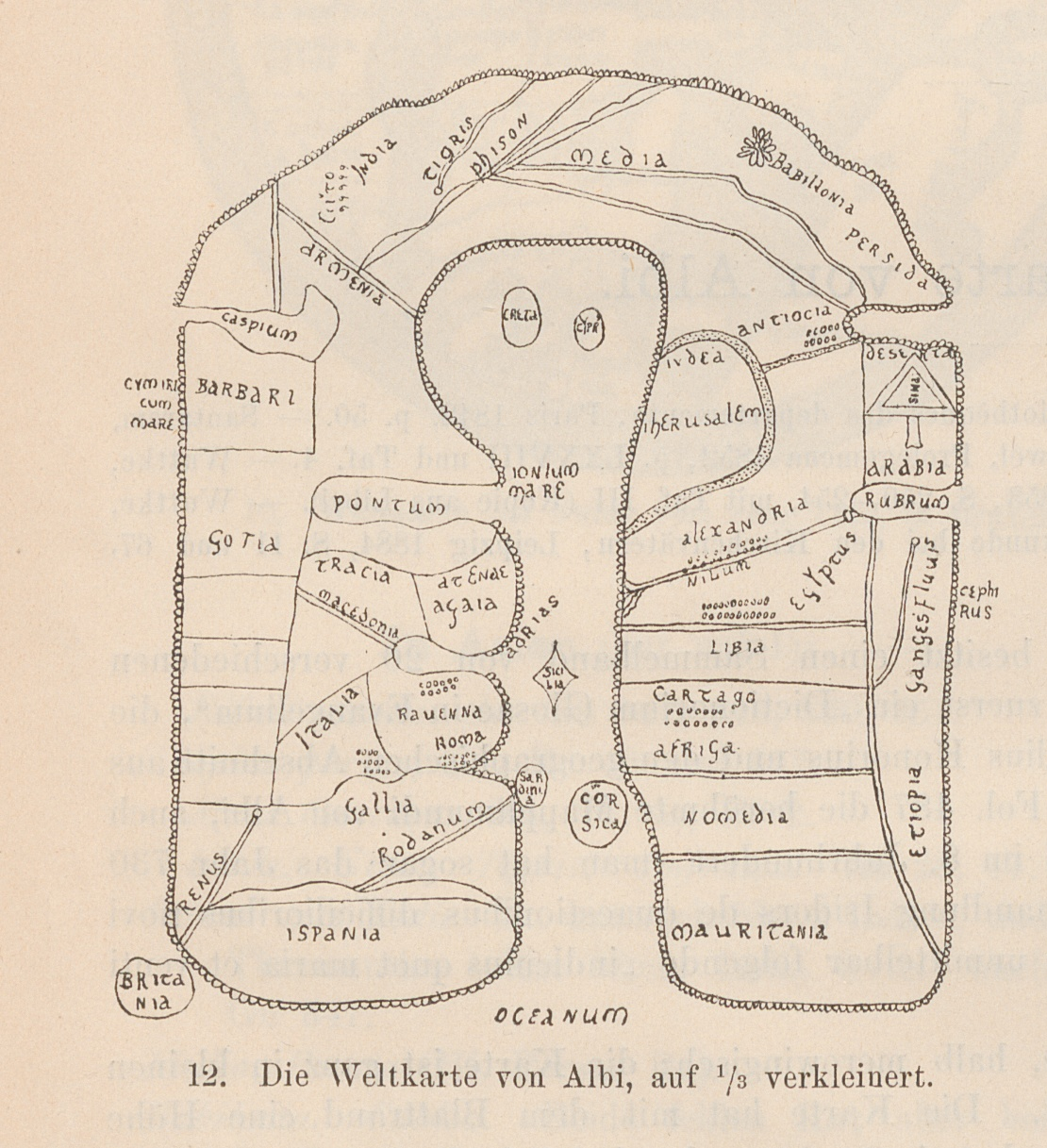
Erklärende Version von Konrad Miller

Die Mappa mundi d’Albi ist eine mittelalterliche Weltkarte (mappa mundi), die in einem Manuskript aus der zweiten Hälfte des 8. Jahrhunderts enthalten ist, das im Altbestand der Mediathek Pierre-Amalric in Albi aufbewahrt wird. Das Manuskript stammt aus der Bibliothek des Kapitels der Sankt-Cäcilia-Kathedrale in Albi. Die mappa mundi von Albi ist das älteste erhaltene Dokument einer umfassenden, nicht abstrakten Darstellung der bewohnten Welt, mit Ausnahme von zwei Tafeln (eine mesopotamische (ca. 2600 v. Chr.) und eine babylonische (700–500 v. Chr.)). Im Oktober 2015 wurde sie in das Memory-of-the-World-Register der UNESCO aufgenommen.
Die Karte ist 27 cm × 22,5 cm groß.